# Harriet Austin
Harriet Austin (ur. 14 maja 1988 r. w Wanganui) – nowozelandzka wioślarka.

## Osiągnięcia
- Mistrzostwa Świata Juniorów – Amsterdam 2006 – czwórka bez sternika – 5. miejsce[1].
- Mistrzostwa Świata U-23 – Glasgow 2007 – czwórka podwójna – 10. miejsce[1].
- Puchar Świata 2008:
  - I etap: Monachium – ósemka – 8. miejsce[1].
  - II etap: Lucerna – ósemka – 8. miejsce[1].
- Puchar Świata 2009:
  - II etap: Monachium – czwórka podwójna – 3. miejsce[1].
  - III etap: Lucerna – czwórka podwójna – 3. miejsce[1].
- Mistrzostwa Świata – Poznań 2009 – czwórka podwójna – 7. miejsce[1].